# Paul Postma
Paul Edward Postma, född 22 februari 1989, är en kanadensisk professionell ishockeyspelare som spelar för Ak Bars Kazan i KHL.
Han har tidigare spelat på NHL-nivå för Boston Bruins, Winnipeg Jets och Atlanta Thrashers och på lägre nivåer för Providence Bruins, Manitoba Moose, St. John's IceCaps och Chicago Wolves i AHL samt Calgary Hitmen och Swift Current Broncos i WHL.
Postma draftades i sjunde rundan i 2007 års draft av Atlanta Thrashers som 205:e spelare totalt.
Den 15 augusti 2018 skrev han på ett kontrakt med Ak Bars Kazan i KHL.